# Bazylika Świętego Zbawiciela w Rennes
Bazylika Świętego Zbawiciela (fr. Basilique Saint-Sauveur), również Bazylika Matki Bożej od Cudów i Cnot (fr. Basilique de Notre-Dame des Miracles et Vertus) – rzymskokatolicka bazylika mniejsza w Rennes, mieście położonym we francuskim regionie Bretania. 

## Historia
W zapiskach z XII wieku kościół św. Zbawiciela wymieniany jest jako kaplica opactwa Saint-Georges. Siedzibą parafii stała się w 1667 roku. W 1682 roku zawaliła się fasada kościoła, która dla parafii była okazją do powiększenia świątyni. Budowę rozpoczęto w 1703 roku według projektu François Hugueta, kościół był w większości ukończony już w 1719, lecz przez pożar centrum Rennes w 1720 roku prace rozciągnęły się na prawie cały XVIII wiek. Odprawiane w kościele modlitwy maryjne miały uchronić miasto przed oblężeniem ze strony Anglików, przez co w 1916 roku kościół okrzyknięto mianem "bazyliki Matki Bożej od Cudów i Cnot" (fr. basilique de Notre-Dame des Miracles et Vertus). W 1939 roku zlikwidowano parafię, kościół stał się filią parafii katedralnej, kościołem parafialnym został ponownie w 2002 roku.

## Galeria

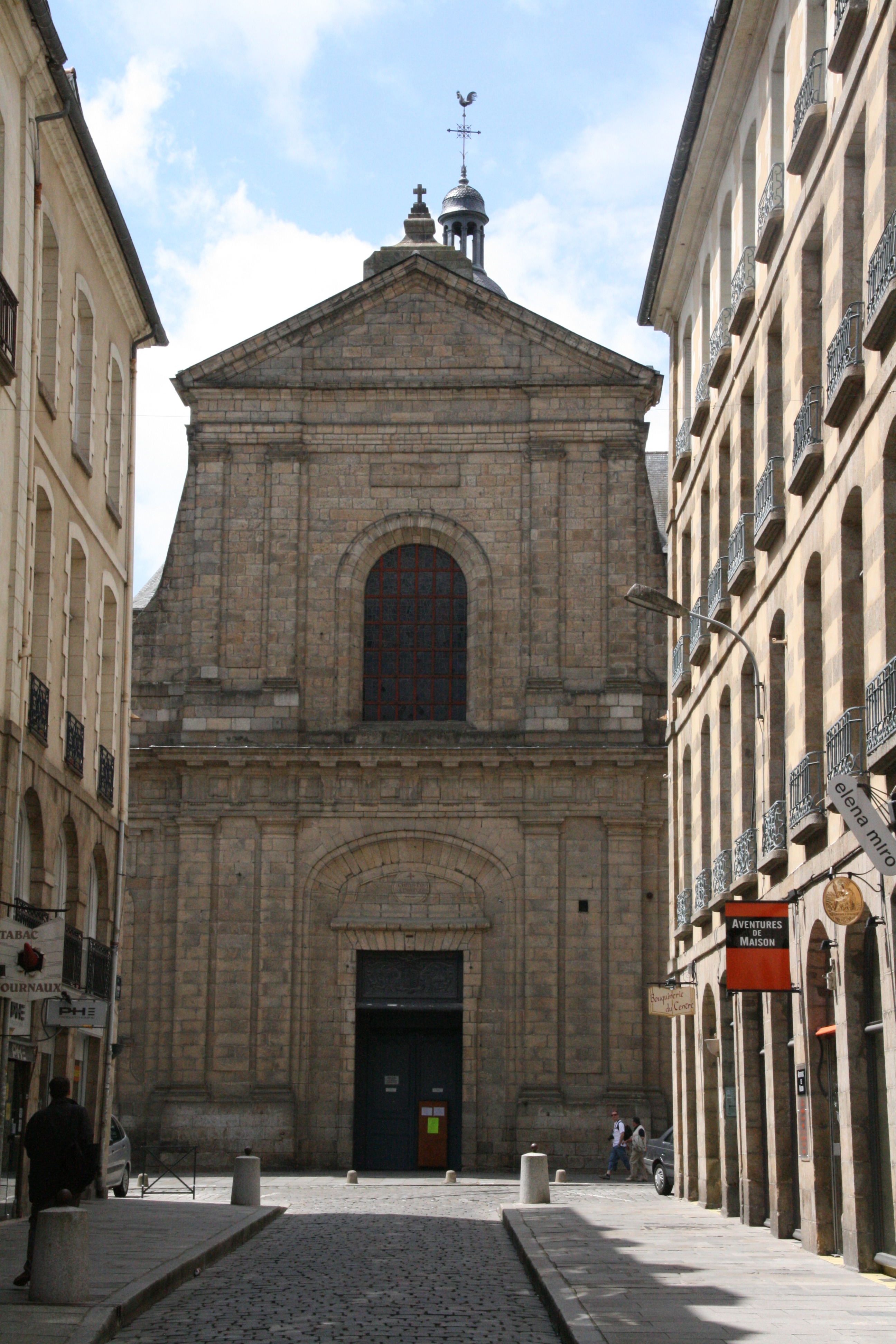
Fasada bazyliki
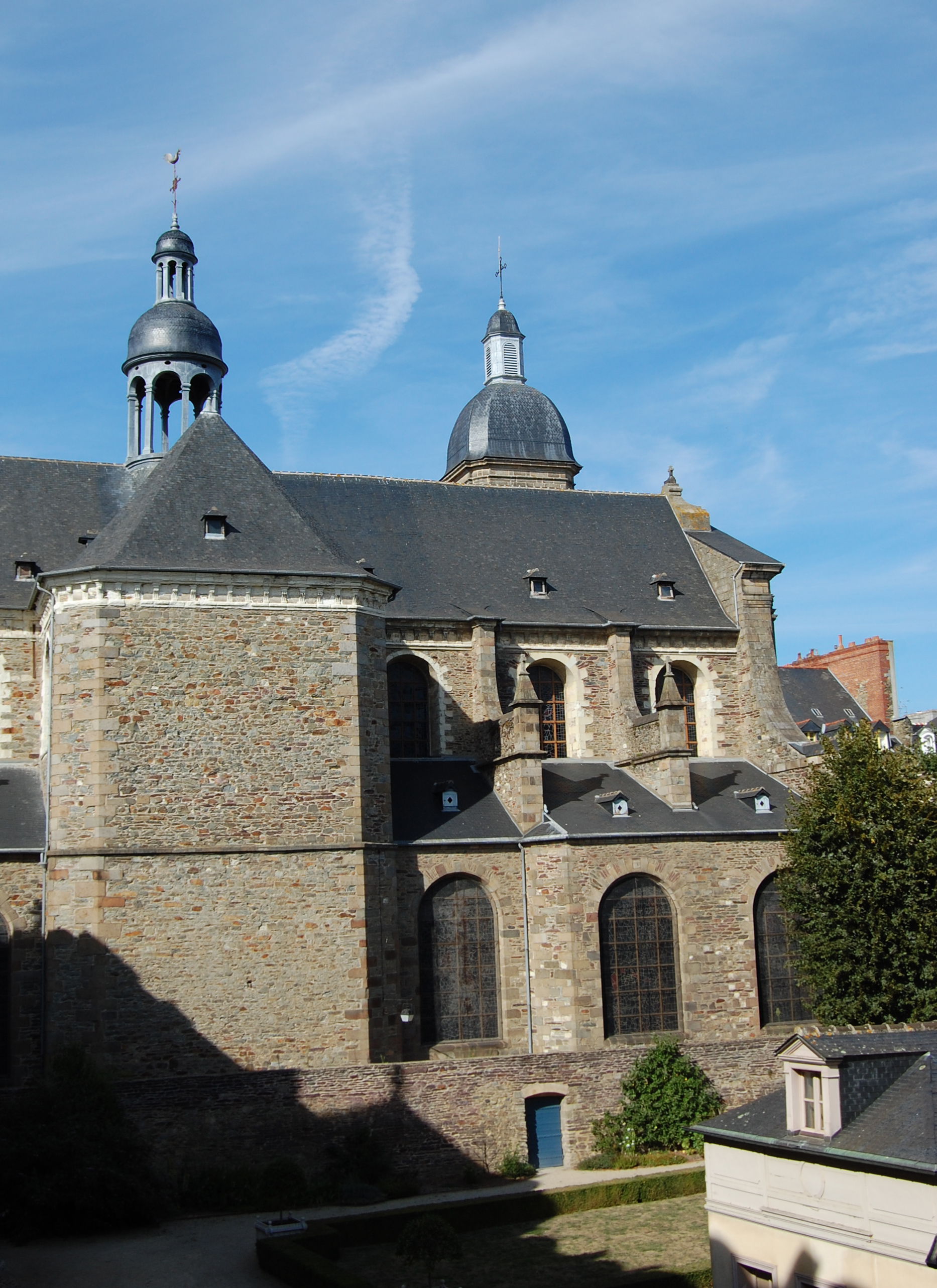
Widok na świątynię z dziedzińca Hôtel de Blossac
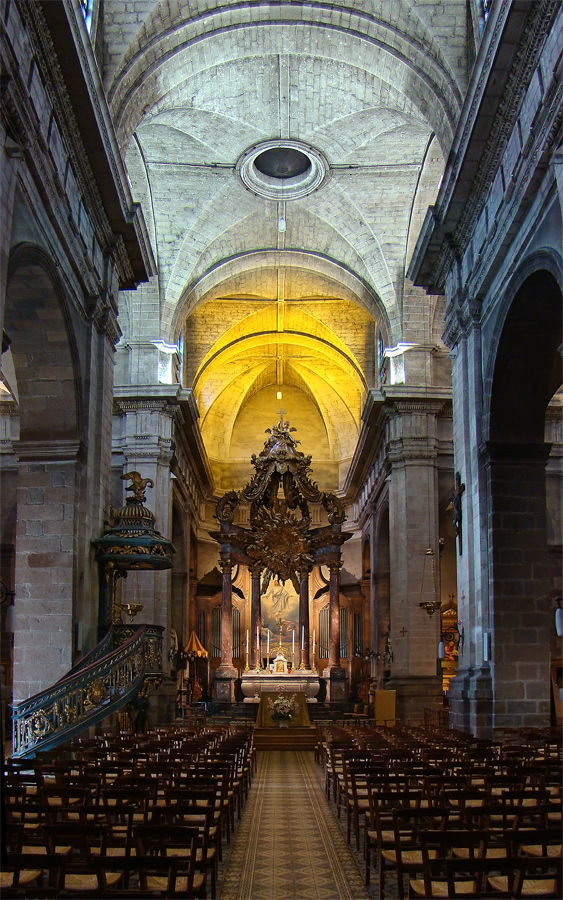
Wnętrze
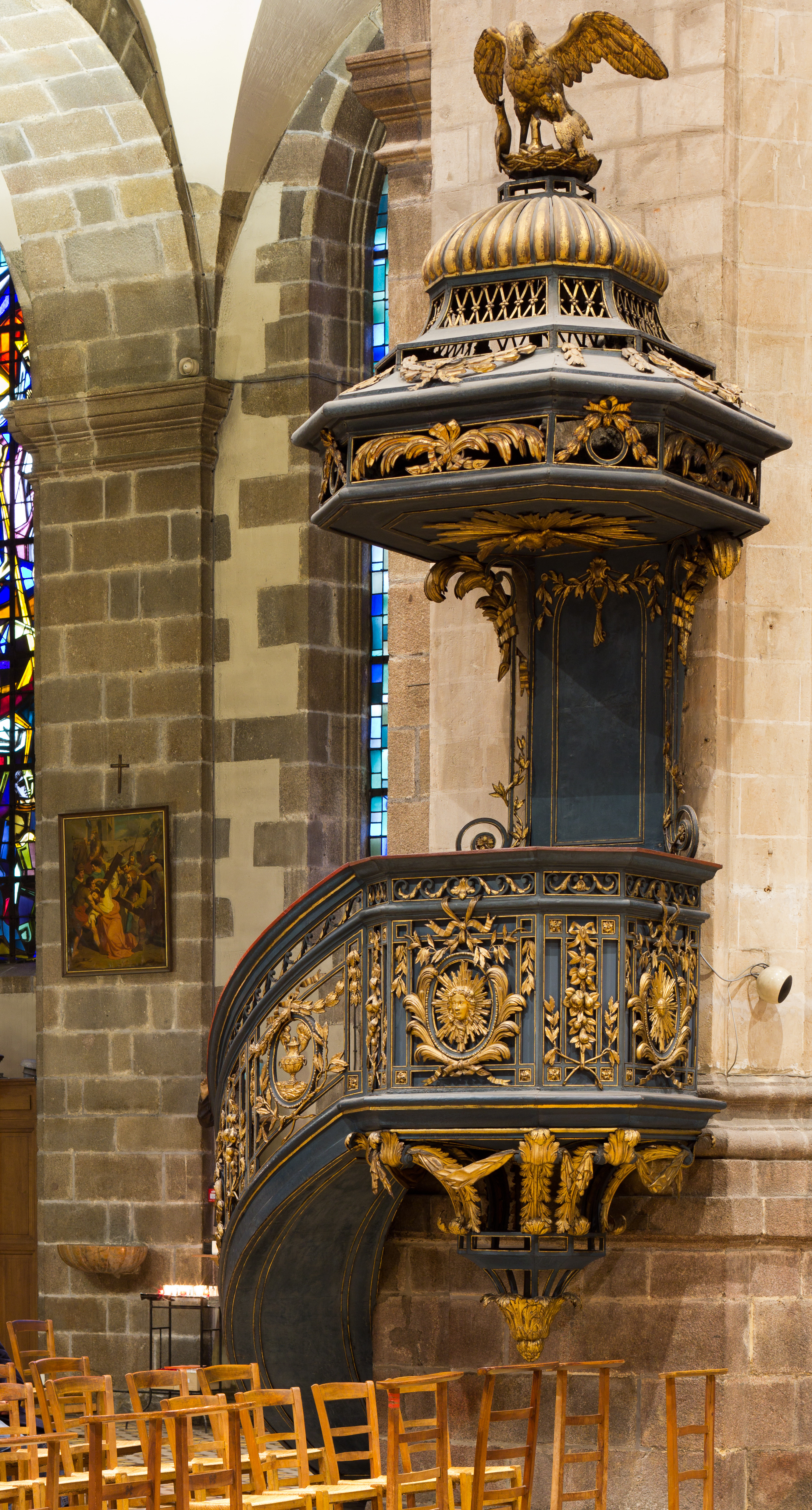
Ambona
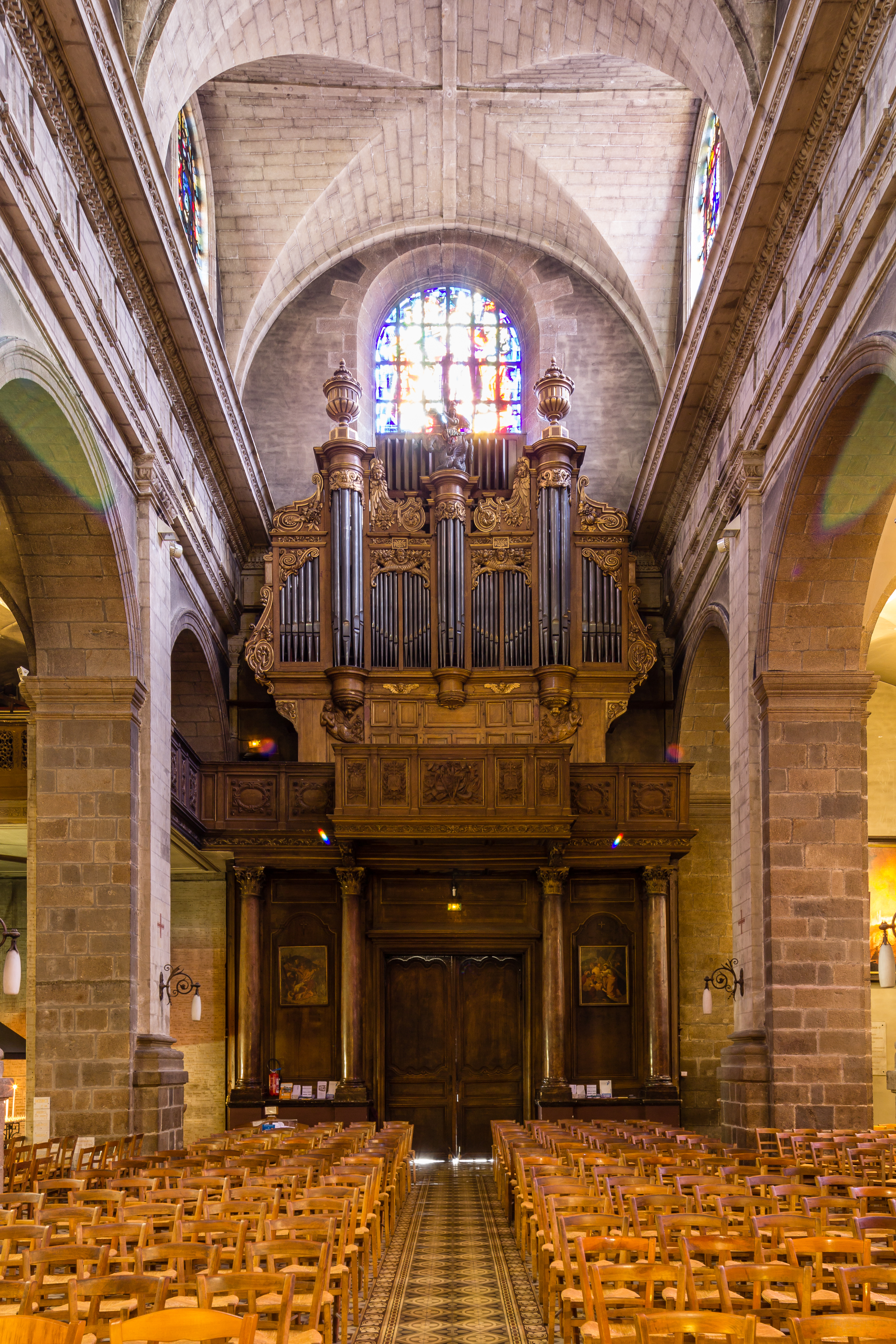
Chór muzyczny z organami